# روابط خارجی تاجیکستان
روابط خارجی تاجیکستان روند کلی دولت تاجیکستان در روابط بین‌الملل است که بر پایهٔ کمک به امنیت منطقه‌ای برای تضمین استقلال تاجیکستان و تمایل به حفظ سرمایه‌گذاری‌های داخلی و خارجی بنا شده‌است. بر اساس مفهوم سیاست خارجی کنونی جمهوری، وظیفهٔ اصلی و غالب سیاست خارجی آن در چشم‌انداز بلندمدت، حفاظت از منافع راهبردی کشور در عرصهٔ بین‌المللی است که از طریق ایجاد شرایط خارجی مطلوب برای توسعهٔ همه‌جانبه و پایدار تاجیکستان محقق خواهد شد.
. این سند، سیاست خارجی چندجانبه را اعلام می‌کند.
نهاد راهبردی سیاست خارجی تاجیکستان، وزارت امور خارجه تاجیکستان است. وزارت امور خارجه، با اجرای مستقیم روند سیاست خارجی، نقش هماهنگ‌کنندهٔ فعالیت‌های نهادهای دولتی اجرایی در داخل و خارج از کشور را در مسائل مربوط به سیاست خارجی ایفا می‌کند. تمامی ساختارهای دولتی، روابط خارجی خود را از طریق وزارت امور خارجهٔ جمهوری تاجیکستان انجام می‌دهند.

## دیپلماسی اطلاعاتی
در روند توسعهٔ فضای اطلاعاتی جهانی، در کنار گرایش‌های مثبت و سازنده که آگاهی از آخرین دستاوردهای بشریت را فراهم می‌کنند، روندهای منفی نیز مشاهده می‌شوند که خطراتی را برای امنیت اطلاعاتی کشورها، از جمله جمهوری تاجیکستان، به همراه دارند. در این راستا، دیپلماسی اطلاعاتی جمهوری تاجیکستان، کمک به تأمین امنیت اطلاعاتی کشور را هدف اصلی خود می‌داند و در چارچوب دفاع و تحقق این هدف، وظایف زیر را انجام می‌دهد:
تأمین درک واقعی و مناسب از ماهیت سیاست داخلی و خارجی جمهوری تاجیکستان برای عموم بین‌المللی؛
ارائه و تبلیغ دستاوردها و چشم‌اندازهای توسعهٔ اجتماعی-اقتصادی کشور، دستاوردهای فرهنگی و علمی آن؛
تبلیغ فضای مساعد کشور برای سرمایه‌گذاری، همکاری اقتصادی ثمربخش و توسعهٔ گردشگری؛
کمک به ایجاد ابزارهای مؤثر برای تأثیرگذاری اطلاعاتی بر افکار عمومی خارجی به منظور ایجاد درک مثبت از تاجیکستان؛
کمک به گسترش امکانات رسانه‌های کشور در فضای اطلاعاتی بین‌المللی؛
انجام همکاری فعال بین‌المللی در حوزهٔ اطلاعات؛
مقابلهٔ به‌موقع و مؤثر با جرایم سایبری و تهدیدات اطلاعاتی علیه استقلال دولتی و منافع ملی جمهوری تاجیکستان، مقدسات تاریخی و ارزش‌های معنوی و اخلاقی مردم تاجیک .
به نظر پژوهشگران، تاجیکستان از پتانسیل قابل توجهی در زمینهٔ به اصطلاح "قدرت نرم" برخوردار است که می‌تواند از طریق کار سنجیده در حوزهٔ دیپلماسی عمومی محقق شود. از جمله منابع "قدرت نرم" می‌توان به گردشگری، ظرفیت‌های دیاسپورای تاجیک، دستاوردهای جمهوری در زمینهٔ «دیپلماسی آب» و حتی مهاجرت آموزشی خارجی اشاره کرد. واضح است که بدون دیپلماسی اطلاعاتی نظام‌مند و سازمان‌یافته، استفاده از چنین منابع "قدرت نرم" در عمل سیاست خارجی، کار دشواری است.

## روابط دوجانبه

### جمهوری آذربایجان
جمهوری آذربایجان و تاجیکستان به عنوان اعضای اتحادیه کشورهای مستقل، روابط اقتصادی با یکدیگر را توسعه می‌دهند. در ژوئیهٔ ۱۳۹۱، در جریان سفر رسمی رئیس‌جمهور جمهوری تاجیکستان، امامعلی رحمان، به جمهوری آذربایجان، مرتبط با ساخت یک پالایشگاه نفت در جنوب تاجیکستان، «شرکت آلومینیوم تاجیک» (تالکو) و شرکت آذربایجانی «آذرآلومینیوم» توافق‌نامهٔ همکاری امضا کردند.

### افغانستان
روابط با همسایهٔ افغانستان در سال ۱۳۷۱ آغاز شد و عموماً خوب بوده است، که دلیل آن اشتراکات فراوان دو کشور است. قلمروهای آنها در دوره‌های مختلف بخشی از یک دولت واحد بوده‌اند — در زمان سامانیان، غزنویان و تیموریان. زبان فارسی به طور گسترده در هر دو کشور استفاده می‌شود. تعداد تاجیک‌ها در افغانستان حتی بیشتر از خود تاجیکستان است.
پس از پیمان صلح و دوستی در سال ۱۱۷۹ بین احمد شاه درانی و محمد مراد غالب، رودخانهٔ آمودریا به مرز رسمی با افغانستان تبدیل شد.
در ژانویهٔ ۲۰۰۷، با تأمین مالی ایالات متحده آمریکا، پلی بر روی رودخانهٔ مرزی پنج با افغانستان ساخته شد که دو کشور را به هم متصل کرد. اگرچه هدف اصلی آن بهبود تجارت بین دو کشور بود، اما رئیس‌جمهور تاجیکستان با این حال ابراز نگرانی کرد که ممکن است به افزایش غیرقانونی قاچاق مواد مخدر نیز کمک کند. در مارس ۲۰۰۸، ایران، افغانستان و تاجیکستان بیانیهٔ مشترکی در ارتباط با گسترش روابط اقتصادی و فرهنگی، از جمله افزایش امنیت، صادر کردند.
در اواخر دههٔ ۲۰۰۰، مشکلی در روابط دو کشور به وجود آمد که مربوط به تغییر مسیر رودخانهٔ مرزی پنج بود، که در نتیجهٔ آن چندین مزرعهٔ پنبهٔ تاجیکستان در طرف افغانستان رودخانه قرار گرفت. در ژانویهٔ ۲۰۰۹، دولت افغانستان توافق کرد که تاجیکستان ۳۰۰۰ هکتار از منطقهٔ مورد مناقشه در امتداد رودخانهٔ پنج را به آن واگذار کند.

### هند
روابط دیپلماتیک بین هند و تاجیکستان اندکی پس از استقلال تاجیکستان برقرار شد. تاجیکستان موقعیت استراتژیک مهمی در آسیای مرکزی دارد که با افغانستان و جمهوری خلق چین هم‌مرز است و با نوار باریکی از خاک افغانستان از پاکستان جدا می‌شود. نقش هند در مبارزه با سازمان‌هایی مانند «طالبان» و «القاعده»، و همچنین رقابت استراتژیک آن با چین و پاکستان، روابط با تاجیکستان را برای امنیت استراتژیک و سیاسی آن مهم کرده است.
در سال ۲۰۰۲، هند ۱۰ میلیون دلار در پروژهٔ مدرن‌سازی یک پایگاه نظامی قدیمی شوروی در عینی سرمایه‌گذاری کرد که توسط نیروهای ائتلاف شمال پشتیبانی خواهد شد. این پایگاه همچنین بیمارستانی برای درمان جنگجویان زخمی مخالف طالبان بود. هند کمک‌های گسترده‌ای در مبارزه با شورشیان در تاجیکستان ارائه کرد و همچنین هواپیماهای جدیدی را تأمین کرد. در سال ۲۰۰۳، دو کشور همچنین تمرینات نظامی مشترکی را انجام دادند که اولین تمرینات مشابه نیروهای هندی در آسیای مرکزی بود. پس از سقوط رژیم «طالبان» در افغانستان، کشورها توافق‌نامه‌ای برای تقویت همکاری نظامی امضا کردند. بر اساس آن، هند ۱۷ فروند بالگرد میل-۱۷ و ۱۵۰ نفر از پرسنل ارتش هند را در پایگاه هوایی فرخار مستقر کرد. همچنین برنامه‌هایی برای استقرار حداقل ۱۲ فروند میگ-۲۹ در خاک تاجیکستان وجود دارد.
علیرغم تلاش‌های مشترک، تجارت دوجانبه نسبتاً اندک باقی مانده است — حدود ۱۲ میلیون دلار در سال. در سال ۲۰۰۵، صادرات هند به تاجیکستان ۶٫۲ میلیون دلار و واردات ۵٫۸۹ میلیون دلار تخمین زده شد. پیشنهاد تاجیکستان برای انتقال برق به هند در حال حاضر در دست بررسی است. هند در سال ۲۰۰۸، در جریان بحران انرژی آسیای مرکزی، ۲ میلیون دلار کمک اضطراری به تاجیکستان ارائه کرد.

### ایران
ایران تقریباً بلافاصله پس از استقلال تاجیکستان، در ۱۸ دی ۱۳۷۰، سفارت خود را در دوشنبه افتتاح کرد. نزدیکی زبانی فارسی‌زبانان و تاجیک‌ها به روابط دو کشور کمک می‌کند. ایران فعالانه در تاجیکستان سرمایه‌گذاری می‌کند — در سال ۱۳۹۰، اولین واحد نیروگاه برق‌آبی سنگتوده-۲، در این جمهوری آسیای مرکزی به بهره‌برداری رسید و کسب‌وکارهای ایرانی تعدادی کارگاه خیاطی ایجاد کرده‌اند.

### چین
پس از اعلام استقلال تاجیکستان، بخشی از مرز تاجیکستان و چین به طور دقیق تعیین نشده بود. این اختلاف مرزی در توافق‌نامه‌های امضا شده در سال ۱۳۸۱ حل شد که بر اساس آن تاجیکستان ۱۰۰۰ کیلومتر مربع از رشته‌کوه پامیر را به چین واگذار کرد، در ازای صرف‌نظر کردن از ادعاهای مربوط به ۲۸۰۰۰ کیلومتر مربع دیگر از سرزمین‌های تاجیکستان.
روابط اقتصادی دو کشور با موفقیت در حال توسعه است. در سال ۱۳۹۳، رئیس‌جمهور جمهوری خلق چین، شی جین‌پینگ، از تاجیکستان بازدید کرد.

### پاکستان
روابط دیپلماتیک بین دو کشور زمانی برقرار شد که تاجیکستان پس از فروپاشی شوروی به یک کشور مستقل تبدیل شد و به دلیل وضعیت در افغانستان، که با هر دو کشور هم‌مرز است، نسبتاً پرتنش باقی ماند. با وجود این، همکاری و تجارت بین پاکستان و تاجیکستان به طور پیوسته در حال افزایش است. در سال‌های اخیر، چندین نشست برای بهبود تجارت بین دو کشور برگزار شده است.
در مارس ۲۰۰۸، سفیر تاجیکستان اظهار داشت که کشورش قادر خواهد بود برق ارزان را به پاکستان صادر کند.

### روسیه
تاجیکستان به شدت به حواله‌های ارسالی از روسیه
وابسته است. در سال ۲۰۱۲، این کشور ۳٫۵۹۵ میلیارد دلار حواله از کارگران مهاجر دریافت کرد که حدود ۴۸٪ تولید ناخالص داخلی آن را تشکیل می‌دهد. حدود ۱٫۵ میلیون تاجیک در خارج از کشور، عمدتاً در روسیه، کار می‌کنند.
تا سال ۲۰۰۵، ۱۱۰۰۰ مرزبان روسی در مرز تاجیکستان و افغانستان مستقر بودند. در سپتامبر ۱۳۹۱، پس از چند ماه مذاکره، روسیه و تاجیکستان به توافقی دست یافتند مبنی بر اینکه روسیه هزینهٔ پایگاه‌های خود در تاجیکستان را پرداخت خواهد کرد و مدت اجاره را تا ۲۰ یا ۲۹ سال تمدید خواهد کرد. این پایگاه‌ها عمدتاً برای استقرار ۹۰۰۰ پرسنل نظامی روسی از ۲۰۱مین لشکر موتوریزه تفنگدار استفاده خواهند شد. در نتیجهٔ این توافقات، روسیه چهار اردوگاه ارتش و یک پایگاه هوایی را که این نیروها در آن مستقر هستند، نوسازی خواهد کرد. برای دریافت اجارهٔ بلندمدت، روسیه موافقت کرد که تسلیحات و تجهیزات نظامی را با تخفیف قابل توجهی به تاجیکستان بفروشد و همچنین در طول مدت توافقات حاصل شده، افسران تاجیک را به صورت رایگان در مؤسسات آموزشی نظامی روسیه آموزش دهد.

### ایالات متحده آمریکا
ایالات متحده آمریکا از اولین کشورهایی بود که استقلال تاجیکستان را در ۴ دی ۱۳۷۰ به رسمیت شناخت. در ۲۶ اسفند ۱۳۷۰، کاردار موقت آمریکا در تاجیکستان، ادموند مک‌ویلیامز، رسماً سفارت موقت آمریکا را در دوشنبه افتتاح کرد. در مارس ۱۹۹۲ اولین سفارت در هتل آوستا افتتاح شد، اما در اکتبر ۱۹۹۲ سفارت به دلیل آغاز جنگ داخلی مجبور به تعلیق فعالیت‌های خود شد. در مارس ۱۹۹۳، اولین سفیر آمریکا در تاجیکستان، استنلی اسکودرو، استوارنامهٔ خود را به رئیس وقت شورای عالی، امامعلی رحمانوف، تقدیم کرد.
در ۲۰ سال گذشته، ایالات متحده بیش از ۱ میلیارد دلار در جمهوری تاجیکستان سرمایه‌گذاری کرده است. حجم تجارت سالانه بین دو کشور از ۱۰ میلیون دلار در اوایل دههٔ ۹۰ به حدود ۲۷۰ میلیون دلار آمریکا افزایش یافته است.
هنگامی که ارتش آمریکا در اکتبر ۱۳۸۰ حمله به طالبان در افغانستان را آغاز کرد، تاجیکستان به ارتش آمریکا حق پرواز از طریق حریم هوایی خود را داد.
در سال ۱۳۸۶، پلی به ارزش ۳۶ میلیون دلار با هزینهٔ ایالات متحده بر روی رودخانهٔ پنج در مرز بین افغانستان و تاجیکستان ساخته شد.

### ترکیه
ترکیه یکی از مهم‌ترین شرکای تجاری خارجی تاجیکستان است — حجم تجارت دو کشور در سال ۲۰۱۳، ۶۵۶٫۰ میلیون دلار (۱۲٫۴٪ کل حجم تجارت خارجی تاجیکستان) بود که ۴۷۳٫۴ میلیون دلار آن صادرات به ترکیه بود. ضمن اینکه سهم ترکیه در حجم تجارت خارجی این جمهوری آسیای مرکزی در حال افزایش است — در سال ۲۰۰۹، این سهم تنها ۵٫۹٪ بود. ترکیه به عنوان یکی از خریداران اصلی کالاهای تاجیکستان — الیاف پنبه، آلومینیوم اولیه، چرم و مواد اولیهٔ چرمی — عمل می‌کند. در سال ۲۰۱۳، ۴۰٫۷٪ صادرات و ۴٫۴٪ واردات تاجیکستان مربوط به ترکیه بود. صادرات ترکیه به تاجیکستان شامل گوشت، میوه، محصولات لاستیکی و پلاستیکی، فرش، منسوجات و تجهیزات است. در تاجیکستان، شرکت‌های مشترکی در زمینهٔ تجارت، نساجی و چاپ فعالیت می‌کنند و در نوامبر ۲۰۰۶، یک مرکز تجاری که توسط سازندگان ترک ایجاد شده بود، در دوشنبه افتتاح شد. همچنین، یک خط هوایی مستقیم بین دوشنبه و استانبول وجود دارد.

### ازبکستان
از سال ۱۹۹۵، روابط بین تاجیکستان و ازبکستان وارد دورهٔ فزاینده و آشکار بیگانگی متقابل شد. مقامات ازبکستان معتقد بودند که تاجیکستان باید قیمت عادلانه‌ای برای نفت، فرآورده‌های نفتی و گاز تحویلی پرداخت کند.
از نوامبر ۲۰۰۹ تا فوریه ۲۰۱۰، راه آهن ازبکستان حدود ۴۰۰ واگن باربری را که به مقصد تاجیکستان بودند، متوقف کرد و از اوایل فوریه تا ژوئن، این تعداد به حدود ۲۰۰۰ واگن رسید. در نوامبر ۲۰۱۱، ازبکستان پس از انفجار در خط غالب—آموزنگ، حرکت قطار در این بخش را به طور کامل متوقف کرد که به معنای محاصرهٔ حمل و نقل کل جنوب تاجیکستان بود. در ژانویه ۲۰۱۲، ازبکستان به بهانهٔ تعمیرات، ۹ گذرگاه از ۱۶ گذرگاه مرزی با تاجیکستان را بست. در آوریل ۲۰۱۲، ازبکستان عرضهٔ گاز طبیعی به تاجیکستان را متوقف کرد که تهدیدی برای فعالیت شرکت آلومینیوم تاجیک ایجاد کرد.
تمام این اقدامات مرتبط با مخالفت شدید ازبکستان با ساخت نیروگاه برق آبی راغون در تاجیکستان بود. این امر می‌تواند منجر به کم‌آبی آمودریا شود که به کشت پنبه در ازبکستان آسیب می‌رساند. علاوه بر این، همانطور که در ازبکستان ادعا می‌شد، سد در حال ساخت نیروگاه برق آبی در یک منطقهٔ زلزله‌خیز قرار دارد و در صورت تخریب آن، به طور نظری ممکن است مناطق مسکونی ازبکستان در پایین دست نیز زیر آب بروند.
همچنین، یک اختلاف ارضی بین ازبکستان و تاجیکستان بر سر نیروگاه برق آبی فرهاد وجود داشت.
پس از به قدرت رسیدن شوکت میرضیایف در ازبکستان، روابط ازبکستان و تاجیکستان بهبود یافت. در سال ۲۰۱۷، پروازهای هوایی بین پایتخت‌های دو کشور از سر گرفته شد، راه آهن غالب—آموزنگ بازسازی شد، جادهٔ بین‌المللی آ-۳۷۷ در بخش سمرقند—پنجکنت افتتاح شد و حدود نقاط عبور در مرز ازبکستان و تاجیکستان دوباره فعال شدند. در سال ۲۰۱۸، توافقی برای از سرگیری عرضهٔ گاز ازبکستان به تاجیکستان حاصل شد، توافقی حاصل شد مبنی بر اینکه قلمروی که نیروگاه برق آبی فرهاد در آن واقع شده است، به عنوان قلمرو تاجیکستان به رسمیت شناخته شود و خود تأسیسات برق آبی، دارایی ازبکستان باشد. حفاظت از این تأسیسات توسط طرف تاجیک انجام خواهد شد و نگهداری فنی آن بر عهدهٔ ازبکستان خواهد بود. ازبکستان همچنین از انتقاد از ساخت نیروگاه برق آبی راغون خودداری کرد و سپس آن را تأیید کرد.

## روابط دیپلماتیک
فهرست کشورهایی که تاجیکستان با آنها روابط دیپلماتیک دارد:
|     |                        |                   |
| #   | کشور                   | تاریخ             |
| --- | ---------------------- | ----------------- |
| ۱   | استرالیا               | ۶ دی ۱۳۷۰         |
| ۲   | چین                    | ۱۴ دی ۱۳۷۰        |
| ۳   | ایران                  | ۱۹ دی ۱۳۷۰        |
| ۴   | مکزیک                  | ۲۲ دی ۱۳۷۰        |
| ۵   | بریتانیا               | ۲۵ دی ۱۳۷۰        |
| ۶   | دانمارک                | ۱ بهمن ۱۳۷۰       |
| ۷   | ترکیه                  | ۹ بهمن ۱۳۷۰       |
| ۸   | ژاپن                   | ۱۳ بهمن ۱۳۷۰      |
| ۹   | کره شمالی              | ۱۶ بهمن ۱۳۷۰      |
| ۱۰  | لهستان                 | ۲۲ بهمن ۱۳۷۰      |
| ۱۱  | ایالات متحده آمریکا    | ۲۵ بهمن ۱۳۷۰      |
| ۱۲  | عربستان سعودی          | ۳ اسفند ۱۳۷۰      |
| ۱۳  | فنلاند                 | ۷ اسفند ۱۳۷۰      |
| ۱۴  | قبرس                   | ۸ اسفند ۱۳۷۰      |
| ۱۵  | آلمان                  | ۹ اسفند ۱۳۷۰      |
| ۱۶  | بنگلادش                | ۱۰ اسفند ۱۳۷۰     |
| ۱۷  | فرانسه                 | ۱۰ اسفند ۱۳۷۰     |
| —   | دولت فلسطین            | ۱۶ اسفند ۱۳۷۰     |
| ۱۸  | مالزی                  | ۲۱ اسفند ۱۳۷۰     |
| ۱۹  | اتریش                  | ۵ فروردین ۱۳۷۱    |
| ۲۰  | کوبا                   | ۵ فروردین ۱۳۷۱    |
| ۲۱  | فیلیپین                | ۵ فروردین ۱۳۷۱    |
| ۲۲  | اسرائیل                | ۶ فروردین ۱۳۷۱    |
| ۲۳  | کانادا                 | ۸ فروردین ۱۳۷۱    |
| ۲۴  | سوریه                  | ۹ فروردین ۱۳۷۱    |
| ۲۵  | روسیه                  | ۱۹ فروردین ۱۳۷۱   |
| ۲۶  | مغولستان               | ۴ اردیبهشت ۱۳۷۱   |
| ۲۷  | اوکراین                | ۴ اردیبهشت ۱۳۷۱   |
| ۲۸  | کره جنوبی              | ۷ اردیبهشت ۱۳۷۱   |
| ۲۹  | بلژیک                  | ۹ اردیبهشت ۱۳۷۱   |
| ۳۰  | آفریقای جنوبی          | ۱۵ اردیبهشت ۱۳۷۱  |
| ۳۱  | ایتالیا                | ۲۵ اردیبهشت ۱۳۷۱  |
| ۳۲  | لوکزامبورگ             | ۱ خرداد ۱۳۷۱      |
| ۳۳  | جمهوری آذربایجان       | ۹ خرداد ۱۳۷۱      |
| ۳۴  | جمهوری چک              | ۱۶ خرداد ۱۳۷۱     |
| ۳۵  | پاکستان                | ۱۷ خرداد ۱۳۷۱     |
| ۳۶  | نروژ                   | ۹ تیر ۱۳۷۱        |
| ۳۷  | مجارستان               | ۱۱ تیر ۱۳۷۱       |
| ۳۸  | ویتنام                 | ۲۳ تیر ۱۳۷۱       |
| ۳۹  | افغانستان              | ۲۴ تیر ۱۳۷۱       |
| ۴۰  | رومانی                 | ۲۹ تیر ۱۳۷۱       |
| ۴۱  | هلند                   | ۵ مرداد ۱۳۷۱      |
| ۴۲  | پرتغال                 | ۱۳ مرداد ۱۳۷۱     |
| ۴۳  | اسپانیا                | ۱۳ مرداد ۱۳۷۱     |
| ۴۴  | تایلند                 | ۱۴ مرداد ۱۳۷۱     |
| ۴۵  | لیتوانی                | ۲۲ مرداد ۱۳۷۱     |
| ۴۶  | هند                    | ۶ شهریور ۱۳۷۱     |
| ۴۷  | یونان                  | ۸ مهر ۱۳۷۱        |
| ۴۸  | ارمنستان               | ۲۰ مهر ۱۳۷۱       |
| ۴۹  | ازبکستان               | ۳۰ مهر ۱۳۷۱       |
| ۵۰  | سوئد                   | ۱۸ آذر ۱۳۷۱       |
| ۵۱  | سوئیس                  | ۱۸ آذر ۱۳۷۱       |
| ۵۲  | قزاقستان               | ۱۷ دی ۱۳۷۱        |
| ۵۳  | قرقیزستان              | ۲۴ دی ۱۳۷۱        |
| ۵۴  | مولدووا                | ۶ بهمن ۱۳۷۱       |
| ۵۵  | ترکمنستان              | ۷ بهمن ۱۳۷۱       |
| ۵۶  | اسلواکی                | ۱۵ بهمن ۱۳۷۱      |
| ۵۷  | چاد                    | ۸ اسفند ۱۳۷۱      |
| ۵۸  | مصر                    | ۱۲ فروردین ۱۳۷۲   |
| ۵۹  | ماداگاسکار             | ۲۲ خرداد ۱۳۷۲     |
| ۶۰  | بلغارستان              | ۲۴ خرداد ۱۳۷۲     |
| ۶۱  | مالدیو                 | ۱۴ مهر ۱۳۷۲       |
| ۶۲  | مالی                   | ۲۳ مهر ۱۳۷۲       |
| ۶۳  | غنا                    | ۱۱ آبان ۱۳۷۲      |
| ۶۴  | آلبانی                 | ۱ دی ۱۳۷۲         |
| ۶۵  | گینه                   | ۶ دی ۱۳۷۲         |
| ۶۶  | لتونی                  | ۱۶ فروردین ۱۳۷۳   |
| ۶۷  | گرجستان                | ۱۳ مرداد ۱۳۷۳     |
| ۶۸  | اندونزی                | ۵ شهریور ۱۳۷۳     |
| ۶۹  | قطر                    | ۲۲ آذر ۱۳۷۳       |
| ۷۰  | مراکش                  | ۲۴ آذر ۱۳۷۳       |
| ۷۱  | کویت                   | ۱۱ فروردین ۱۳۷۴   |
| ۷۲  | بحرین                  | ۳۰ اردیبهشت ۱۳۷۴  |
| ۷۳  | زامبیا                 | ۹ آبان ۱۳۷۴       |
| ۷۴  | صربستان                | ۱۷ آبان ۱۳۷۴      |
| ۷۵  | کامبوج                 | ۸ آذر ۱۳۷۴        |
| ۷۶  | عراق                   | ۹ آذر ۱۳۷۴        |
| ۷۷  | سنگاپور                | ۱۷ آذر ۱۳۷۴       |
| ۷۸  | امارات متحده عربی      | ۲۷ آذر ۱۳۷۴       |
| ۷۹  | مقدونیه شمالی          | ۱۴ دی ۱۳۷۴        |
| ۸۰  | برزیل                  | ۱۰ فروردین ۱۳۷۵   |
| —   | سریر مقدس              | ۲۶ خرداد ۱۳۷۵     |
| ۸۱  | لبنان                  | ۱ تیر ۱۳۷۵        |
| ۸۲  | بولیوی                 | ۱۹ مرداد ۱۳۷۵     |
| ۸۳  | بلاروس                 | ۱۵ شهریور ۱۳۷۵    |
| ۸۴  | بوسنی و هرزگوین        | ۲۳ دی ۱۳۷۵        |
| ۸۵  | یمن                    | ۶ اسفند ۱۳۷۵      |
| ۸۶  | الجزایر                | ۲۰ خرداد ۱۳۷۶     |
| ۸۷  | لائوس                  | ۹ مهر ۱۳۷۶        |
| ۸۸  | لیبی                   | ۷ اردیبهشت ۱۳۷۷   |
| ۸۹  | اروگوئه                | ۹ مهر ۱۳۷۷        |
| ۹۰  | کرواسی                 | ۱۲ فروردین ۱۳۷۸   |
| ۹۱  | السالوادور             | ۱۸ فروردین ۱۳۷۸   |
| ۹۲  | میانمار                | ۷ مهر ۱۳۷۸        |
| ۹۳  | پرو                    | ۱ بهمن ۱۳۷۸       |
| ۹۴  | جمهوری ایرلند          | ۲۷ تیر ۱۳۷۹       |
| ۹۵  | کاستاریکا              | ۹ اسفند ۱۳۷۹      |
| ۹۶  | سری‌لانکا               | ۶ اردیبهشت ۱۳۸۰   |
| —   | جزایر مالتا            | ۱۱ خرداد ۱۳۸۰     |
| ۹۷  | آرژانتین               | ۲۳ شهریور ۱۳۸۰    |
| ۹۸  | اسلوونی                | ۱۵ فروردین ۱۳۸۱   |
| ۹۹  | برونئی                 | ۱۳ خرداد ۱۳۸۳     |
| ۱۰۰ | سومالی                 | ۶ مرداد ۱۳۸۳      |
| ۱۰۱ | شیلی                   | ۲۴ آذر ۱۳۸۳       |
| ۱۰۲ | اوگاندا                | ۱۷ شهریور ۱۳۸۴    |
| ۱۰۳ | نپال                   | ۲۲ شهریور ۱۳۸۴    |
| ۱۰۴ | سودان                  | ۲۶ شهریور ۱۳۸۴    |
| ۱۰۵ | اریتره                 | ۲۸ شهریور ۱۳۸۴    |
| ۱۰۶ | تیمور شرقی             | ۱۲ مهر ۱۳۸۴       |
| ۱۰۷ | ونزوئلا                | ۱۳ مهر ۱۳۸۴       |
| ۱۰۸ | سنت لوسیا              | ۱۳ مهر ۱۳۸۴       |
| ۱۰۹ | ایسلند                 | ۲۵ بهمن ۱۳۸۴      |
| ۱۱۰ | استونی                 | ۴ اسفند ۱۳۸۴      |
| ۱۱۱ | کامرون                 | ۱۲ اسفند ۱۳۸۴     |
| ۱۱۲ | تونس                   | ۲۹ خرداد ۱۳۸۵     |
| ۱۱۳ | مونته‌نگرو              | ۱۲ مرداد ۱۳۸۵     |
| ۱۱۴ | گواتمالا               | ۳۱ مرداد ۱۳۸۵     |
| ۱۱۵ | پاراگوئه               | ۸ شهریور ۱۳۸۵     |
| ۱۱۶ | مالت                   | ۳ مهر ۱۳۸۶        |
| ۱۱۷ | آندورا                 | ۱۸ آبان ۱۳۸۶      |
| ۱۱۸ | عمان                   | ۲۴ آبان ۱۳۸۶      |
| ۱۱۹ | لیختن‌اشتاین            | ۹ بهمن ۱۳۸۶       |
| ۱۲۰ | جزایر مارشال           | ۲۹ بهمن ۱۳۸۸      |
| ۱۲۱ | جمهوری دومینیکن        | ۴ خرداد ۱۳۸۹      |
| ۱۲۲ | فیجی                   | ۲۹ تیر ۱۳۸۹       |
| ۱۲۳ | آنتیگوآ و باربودا      | ۲۳ فروردین ۱۳۹۰   |
| ۱۲۴ | دومینیکا               | ۲۴ فروردین ۱۳۹۰   |
| ۱۲۵ | بنین                   | ۱۷ تیر ۱۳۹۰       |
| ۱۲۶ | تووالو                 | ۱۰ شهریور ۱۳۹۰    |
| ۱۲۷ | بورکینافاسو            | ۲۲ دی ۱۳۹۰        |
| ۱۲۸ | اردن                   | ۲۳ دی ۱۳۹۰        |
| ۱۲۹ | جزایر سلیمان           | ۲ اسفند ۱۳۹۰      |
| ۱۳۰ | اتیوپی                 | ۱۳ تیر ۱۳۹۱       |
| ۱۳۱ | کلمبیا                 | ۱۴ مهر ۱۳۹۱       |
| ۱۳۲ | نیوزیلند               | ۱۶ فروردین ۱۳۹۲   |
| ۱۳۳ | بوتان (کشور)           | ۴ بهمن ۱۳۹۱       |
| ۱۳۴ | موزامبیک               | ۱۴ شهریور ۱۳۹۲    |
| ۱۳۵ | ساحل عاج               | ۱۲ اسفند ۱۳۹۴     |
| ۱۳۶ | توگو                   | ۱۲ اسفند ۱۳۹۴     |
| ۱۳۷ | هائیتی                 | ۱۹ اسفند ۱۳۹۴     |
| ۱۳۸ | نیکاراگوئه             | ۱۱ فروردین ۱۳۹۵   |
| ۱۳۹ | اکوادور                | ۲۲ تیر ۱۳۹۵       |
| ۱۴۰ | موناکو                 | ۲۴ دی ۱۳۹۵        |
| ۱۴۱ | جیبوتی                 | ۲۷ اسفند ۱۳۹۵     |
| ۱۴۲ | موریس                  | ۲۰ اردیبهشت ۱۳۹۶  |
| ۱۴۳ | جمهوری کنگو            | ۲۳ خرداد ۱۳۹۶     |
| ۱۴۴ | نیجر                   | ۴ شهریور ۱۳۹۶     |
| ۱۴۵ | گرنادا                 | ۲۱ مهر ۱۳۹۶       |
| ۱۴۶ | باهاما                 | ۱۴ آذر ۱۳۹۶       |
| ۱۴۷ | جامائیکا               | ۲۰ آذر ۱۳۹۶       |
| ۱۴۸ | گامبیا                 | ۲۷ آذر ۱۳۹۶       |
| ۱۴۹ | سنت وینسنت و گرنادین‌ها | ۲۷ آذر ۱۳۹۶       |
| ۱۵۰ | نائورو                 | ۲۹ آذر ۱۳۹۶       |
| ۱۵۱ | بلیز                   | ۳۰ آذر ۱۳۹۶       |
| ۱۵۲ | ساموآ                  | ۱ دی ۱۳۹۶         |
| ۱۵۳ | سیشل                   | ۷ دی ۱۳۹۶         |
| ۱۵۴ | زیمبابوه               | ۷ دی ۱۳۹۶         |
| ۱۵۵ | ایالات فدرال میکرونزی  | ۹ بهمن ۱۳۹۶       |
| ۱۵۶ | پالائو                 | ۱۰ بهمن ۱۳۹۶      |
| ۱۵۷ | جمهوری آفریقای مرکزی   | ۲۶ بهمن ۱۳۹۶      |
| ۱۵۸ | پاناما                 | ۹ فروردین ۱۳۹۷    |
| ۱۵۹ | گینه استوایی           | ۳۱ اردیبهشت ۱۳۹۷  |
| ۱۶۰ | کیپ ورد                | ۱۷ خرداد ۱۳۹۷     |
| ۱۶۱ | سنت کیتس و نویس        | ۱۷ خرداد ۱۳۹۷     |
| ۱۶۲ | رواندا                 | ۸ مرداد ۱۳۹۷      |
| ۱۶۳ | سان مارینو             | ۱۲ مرداد ۱۳۹۷     |
| ۱۶۴ | وانواتو                | ۲۵ مرداد ۱۳۹۷     |
| ۱۶۵ | کومور                  | ۲۶ مرداد ۱۳۹۷     |
| ۱۶۶ | سائوتومه و پرنسیپ      | ۲ شهریور ۱۳۹۷     |
| ۱۶۷ | سنگال                  | ۲ شهریور ۱۳۹۷     |
| ۱۶۸ | سورینام                | ۱۰ مهر ۱۳۹۷       |
| ۱۶۹ | بوروندی                | ۲۶ مهر ۱۳۹۷       |
| ۱۷۰ | اسواتینی               | ۲۱ آبان ۱۳۹۷      |
| ۱۷۱ | کیریباتی               | ۱۶ فروردین ۱۳۹۸   |
| ۱۷۲ | کنیا                   | ۱۵ مرداد ۱۳۹۸     |
| ۱۷۳ | باربادوس               | ۱۷ آبان ۱۳۹۸      |
| ۱۷۴ | سیرالئون               | ۱۱ مهر ۱۳۹۹       |
| ۱۷۵ | آنگولا                 | ۱۴ مهر ۱۳۹۹       |
| ۱۷۶ | ترینیداد و توباگو      | ۸ اسفند ۱۳۹۹      |
| ۱۷۷ | موریتانی               | ۳۰ شهریور ۱۴۰۰    |
| ۱۷۸ | گویان                  | ۲۸ شهریور ۱۴۰۱    |
| ۱۷۹ | لیبریا                 | ۳۰ شهریور ۱۴۰۱    |
| ۱۸۰ | تونگا                  | ۲۱ بهمن ۱۴۰۱      |
| ۱۸۱ | بوتسوانا               | ۱۵ آذر ۱۴۰۲       |
| ۱۸۲ | نامیبیا                | خطا: زمان نامعتبر |
| ۱۸۳ | گینه بیسائو            | ۵ مهر ۱۴۰۳        |

## عضویت در سازمان بین دولتی
تاجیکستان عضو سازمانهای بین‌المللی زیر است:
- سازمان ملل
- بانک جهانی
- صندوق بین‌المللی پول (صندوق بین‌المللی پول)
- سازمان غذا و کشاورزی سازمان ملل (FAO)
- کشورهای مشترک‌المنافع (CIS)
- سازمان همکاری اقتصادی (اکو)
- سازمان همکاری شانگهای (SCO)
- جامعه اقتصادی اوراسیا (EUASEC)
- سازمان همکاری اسلامی (OIC)